# Josef Kaufmann Racing
Josef Kaufmann Racing – niemiecki zespół wyścigowy, założony w 1982 przez Josefa Kaufmanna, który był jeszcze wówczas aktywny sportowo i startował w pierwszych latach jako kierowca ekipy. Obecnie ekipa startuje w Europejskim Pucharze Formuły Renault 2.0 (od 2011 roku) oraz w Północnoeuropejskim Pucharze Formuły Renault 2.0. W przeszłości zespół pojawiał się także na starcie w Niemieckiej Formuły 3, Niemieckiej Formuły Renault, Niemieckiej Formule BMW, Formule BMW ADAC, Europejskiej Formule 3 oraz w Europejskiej Formuły BMW. Jak do tej pory zespół zdobywał mistrzowskie tytuły we wszystkich seriach, w których startował, prócz Formuły Vau. Najbardziej znaczącym kierowcą w historii zespołu jest Robin Frijns, który zdobył z ekipą trzy mistrzowski tytuły w dwóch różnych seriach.

## Starty

### Europejski Puchar Formuły Renault 2.0
| Rok  | Bolid          | Kierowcy           | Wyścigi | Wygrane | PP | NO | Pkt | M.K. | M.Z. |
| ---- | -------------- | ------------------ | ------- | ------- | -- | -- | --- | ---- | ---- |
| 2011 | Tatuus-Renault | Mathieu Jaminet    | 14      | 0       | 0  | 0  | 15  | 16   | 2    |
| 2011 | Tatuus-Renault | Robin Frijns       | 14      | 5       | 1  | 0  | 245 | 1    | 2    |
| 2011 | Tatuus-Renault | Oscar Andrés Tunjo | 14      | 0       | 0  | 0  | 58  | 10   | 2    |
| 2012 | Tatuus-Renault | Pieter Schothorst  | 14      | 0       | 0  | 0  | 2   | 28   | 1    |
| 2012 | Tatuus-Renault | Alex Riberas       | 14      | 0       | 0  | 1  | 62  | 9    | 1    |
| 2012 | Tatuus-Renault | Stoffel Vandoorne  | 14      | 4       | 6  | 3  | 244 | 1    | 1    |
| 2013 | Tatuus-Renault | Steijn Schothorst  | 14      | 0       | 0  | 0  | 32  | 14   | 5    |
| 2013 | Tatuus-Renault | Gustav Malja       | 14      | 0       | 0  | 0  | 4   | 20   | 5    |
| 2013 | Tatuus-Renault | Oscar Andrés Tunjo | 14      | 0       | 0  | 0  | 99  | 6    | 5    |
| 2014 | Tatuus-Renault | Gustav Malja       | 14      | 0       | 0  | 0  | 49  | 12   | 5    |
| 2014 | Tatuus-Renault | Kevin Jörg         | 14      | 1       | 0  | 0  | 87  | 6    | 5    |
| 2014 | Tatuus-Renault | Ryan Tveter        | 12      | 0       | 0  | 0  | 1   | 23   | 5    |
| 2014 | Tatuus-Renault | Louis Delétraz     | 2(6)    | 0       | 0  | 0  | 0   | NS†  | 5    |

† – Kierowca nie był zaliczany do klasyfikacji.